# Takeshi Fuji
Takeshi Fuji (藤猛?, Fuji Takeshi; nato Paul Takeshi Fuji; Honolulu, 6 luglio 1940) è un ex pugile giapponese, in possesso anche della cittadinanza statunitense. Fu l'ultimo campione mondiale dei pesi superleggeri unanimemente riconosciuto dalla WBA e dalla WBC.

## Biografia
Hawaiano, Fuji è un nippoamericano di terza generazione. È nato e cresciuto nello Stato delle Hawaii (Stati Uniti), per poi trasferirsi in Giappone, dove è entrato nella palestra di boxe gestita dal wrestler professionista Rikidōzan. Il suo allenatore, Eddie Townsend, era a sua volta nippoamericano. Ha combattuto in Giappone per gran parte della carriera ma non ha mai imparato il giapponese.  
Debuttò tra i professionisti nell'aprile 1964 con un knock-out al secondo round. 
Nel giugno 1965, al suo undicesimo incontro da professionista, Fuji combatté per il titolo giapponese dei superleggeri e vinse per K.O. al primo round, in soli 45 secondi. In seguito difese vittoriosamente il titolo due volte. 
Nel 1966 conquistò il titolo dei superleggeri d'Asia-Pacifico (Oriental and Pacific Boxing Federation|OPBF).
Nell'aprile 1967, al Ryōgoku Kokugikan di Tokyo, sfidò Sandro Lopopolo, campione mondiale della stessa categoria riconosciuto dalla WBA e dalla WBC. Dopo aver vinto la prima ripresa, Lopopolo fu colpito da un gancio secco al mento e finì al tappeto. Si rialzò ma fu atterrato altre due volte. Fuji vinse per KO al minuto 2'33" del 2º round e si laureò campione del mondo.
Difese con successo il titolo nel novembre 1967, sempre a Tokyo, mandando KO al quarto round il tedesco Willy Quatuor. Fu l'ultimo incontro per il mondiale dei pesi welter junior, unanimemente riconosciuto dalle due federazioni pugilistiche. Non avendolo difeso entro i prescritti sei mesi, infatti, Fuji fu privato del titolo dalla WBC.
Il nippo-americano rimase in possesso della versione WBA del titolo mondiale e dello status di campione lineare. Nel dicembre 1968, li mise in palio con il temibilissimo Nicolino Locche. Nel ring casalingo del Kokugikan di Tokyo, di fronte a diecimila spettatori, fu costretto a cedere al fuoriclasse argentino. Locche lo colpì a piacimento sin dall'inizio del match ed in particolare al 9º round, al termine del quale Fuji sedette sfinito all'angolo, con gli occhi tumefatti. I suoi secondi decisero per l'abbandono che fu decretato per Kot, all'inizio della decima ripresa.
Nel giugno 1970, Fuji avrebbe dovuto affrontare l'ex campione del mondo Eddie Perkins in un match non valido per il titolo, ma all'improvviso si ritirò adducendo un infortunio. La commissione pugilistica giapponese lo sospese. Si ritirò poco dopo. 
Il suo record è 34-3-1. Ha vinto ben 29 incontri su 34 prima del limite.